# Салангана малосундайська
Саланга́на малосундайська (Collocalia neglecta) — вид серпокрильцеподібних птахів родини серпокрильцевих (Apodidae). Мешкає на Малих Зондських островах. Раніше вважався конспецифічним з білочеревою саланганою, однак був визнаний окремим видом.

## Опис
Довжина птаха становить 9-10 см. Спина сірувато-синя, тім'я і хвіст дещо блискучі. Горло і верхня частина грудей сірі, пера на них мають вузькі світлі краї. Нижня частина грудей, боки і живіт білі, надхвістя темне. На внутрішніх опахалах стернових пер є білі плями. Великий палець, направлений назад, покритий пір'ям. Представники підвиду C. n. perneglecta мають дещо більші розміри, ніж представники номінативного підвиду, а їх оперення є більш блискучим.

## Підвиди
Виділяють два підвиди:
- C. n. neglecta Gray, GR, 1866 — острови Роте[en] і Тимор;
- C. n. perneglecta Mayr, 1944 — від Саву[en] і Пантара[en] до Бабара[en].

## Поширення і екологія
Малосундайські салангани мешкають в Індонезії і на Східному Тиморі. Вони живуть переважно у вологих тропічних лісах, серед скель. Гніздяться в печерах. Живляться комахами, яких ловлять в польоті.